# Fița Lovin
Fița Rafira-Lovin, romunska atletinja, * 14. januar 1951, Braniștea, Romunija.
Nastopila je na poletnih olimpijskih igrah v letih 1980 in 1984, ko je osvojila bronasto medaljo v teku na 800 m in deveto mesto v teku na 1500 m. Na svetovnih dvoranskih prvenstvih je osvojila srebrno medaljo v teku na 1500 m leta 1985, na evropskih dvoranskih prvenstvih pa zlato in srebrno medaljo v isti disciplini ter bronasto v teku na 800 m. 